# Hugo Björck
Karl Jonas Hugo Björck, född 19 februari 1904 i Lönneberga församling, Kalmar län, död 3 november 1987 på Stora Sköndal, var en svensk maskiningenjör och företagsledare.
Björck, som var handlanden K.A.A. Björck och Anna Maria Johnsson, avlade studentexamen i Ystad 1923 och utexaminerades från Kungliga Tekniska högskolans avdelning för maskinbyggnad och mekanisk teknologi 1928. Han anställdes vid AB Pentaverken i Skövde 1928, vid AB Stockholms Spårvägars bussavdelning 1931, blev verkstadschef vid den av Järnvägs AB Stockholm-Saltsjön ägda busstrafiken Stockholm - Björknäs - Värmdö och Stockholm-Södertörn 1937 och var verkställande direktör för Mälaröarnas Omnibuss AB 1956–1969.
Under sin tid vid AB Stockholms Spårvägar var Björck särskilt intresserad av trådbussar, och anses ha varit den som lanserade detta begrepp på svenska. Han var styrelseledamot i Sveriges trafikbilägares riksorganisation, Svensk omnibussägareförbundet och Svenska Lokaltrafikföreningen.  Han skrev avdelningen Bussar och och busstrafik i första bandet av Handbok i samfärdselteknik (1949) samt artiklar angående fordons- och motorteknik i facktidskrifter.